# Werner Vogel (Maler, 1889)
Werner Vogel (* 17. Oktober 1889 in Brilon; † 8. April 1957 in Düsseldorf) war ein deutscher Maler.
Ausgebildet an der Kunstakademie Düsseldorf und anschließend in den Ateliers Fritz von Willes und Lothar von Kunowskis, malte er Landschaften in der Eifel, in Düsseldorf und Köln sowie Stillleben.

## Werke
- Windsbornermaar, Öl auf Hartpappe (1907)[4]
- Eifellandschaft, Öl auf Leinwand
- Landschaft Ginster. Öl auf Holz (1911)
- Kartoffelleserinnen. Öl auf Hartfaser
- Landschaft mit Gehöft und Windmühle. Öl auf Presspappe
- Bunter Feldblumenstrauss in einer Glasvase. Öl auf Malkarton
- Burg in der Eifel. Öl auf Leinwand
- Sommertag im Park. Öl auf Hartfaser